# Hitchin' a Ride
«Hitchin' a Ride» es el primer sencillo del álbum Nimrod de la banda estadounidense de punk, Green Day. Fue lanzado en 1997 dentro de dicho álbum el cual es reconocido por tener mayor variedad musical que los álbumes anteriores de la banda y por mostrar una apariencia más "madura" de Green Day. La canción trata sobre el alcoholismo que sufría Billie Joe en la época anterior al álbum.
"Hitchin' a Ride" comienza con una intro de violín reminiscente del estilo Klezmer e introduce un riff principal de cuatro notas que continúa a lo largo de toda la canción. Los oyentes notarán un cambio de tono en la voz de Billie Joe Armstrong, que según él se adoptó especialmente para esta canción. El tempo caminante de la canción es interrumpido por el pesado puente distorsionado que los fanes de Green Day aclaman en los conciertos.
La canción también fue incluida en el álbum International Superhits! y en el álbum en vivo Bullet in a Bible'.'

## Temática
El título en castellano sería traducido como "Haciendo autoestop" y es una reflexión interna a modo de conversación entre Billie Joe recogiéndose a sí mismo haciendo autoestop.
La letra es oscura y compleja con abundantes juegos de palabras difícilmente traducibles al castellano — "Tiempos problemáticos, sabes que no puedo mentir/Me bajo del vagón y hago autoestop" refleja los estragos de Billie Joe con el alcoholismo en los primeros años de Green Day. Los primeros versos también vinculan la canción con la bebida: "Oiga señor, ¿adonde se dirige?/Tiene prisa/Necesito que me acerce a la hora feliz/¿para usted a espíritus destilados (o para usted para echar un trago)?/yo también necesito un respiro/el pozo del que mana la culpa". Trata también la crisis de juventud antes del estribillo Hay sequía en la fuente de la juventud/y ahora me estoy deshidratando".

## Video musical
El video musical fue dirigido por Mark Kohr, quien también dirigió otros videos de la banda como "Basket Case", "When I Come Around", "Geek Stink Breath", entre otros. El video muestra a la banda tocando dentro de un teatro con personajes extraños que visten trajes anormales.

## En vivo
La canción forma parte, actualmente, de casi todas las listas de canciones en vivo. En el álbum Bullet in a Bible Billie Joe finge masturbarse en esta canción. También, en vivo, la banda "juega" mucho con el característico "one two three four" de la canción otro trago

## Lista de canciones
| Sencillo en CD |                   |          |  |
| N.º            | Título            | Duración |  |
| 1.             | «Hitchin' A Ride» | 2:51     |  |
| 2.             | «Sick»            | 2:07     |  |
| 3.             | «Espionage»       | 3:23     |  |

| 7" Vinyl Box Set |                                     |          |  |
| N.º              | Título                              | Duración |  |
| 1.               | «Hitchin' A Ride»                   | 2:51     |  |
| 2.               | «Good Riddance (Time of Your Life)» | 2:34     |  |
| 3.               | «Scattered»                         | 3:02     |  |
| 4.               | «Uptight»                           | 3:04     |  |

| Casete |                   |          |  |
| N.º    | Título            | Duración |  |
| 1.     | «Hitchin' A Ride» | 2:51     |  |
| 2.     | «Sick»            | 2:07     |  |

| CD Promocional |                   |          |  |
| N.º            | Título            | Duración |  |
| 1.             | «Hitchin' A Ride» | 2:51     |  |

- Datos: Q2505282